# Calephelis argyrodines
Calephelis argyrodines is een vlindersoort uit de familie van de prachtvlinders (Riodinidae), onderfamilie Riodininae.
Calephelis argyrodines werd in 1866 beschreven door H. Bates.